# Jean Pierre Lanabère
Jean Pierre Lanabère, seltener Jean Pierre Lannabère (* 24. Dezember 1770 in Salies-de-Béarn; † 16. September 1812 in Moschaisk) war ein französischer Général de brigade der Infanterie.

## Leben
Lanabère trat als Kadett in die königliche Armee ein und konnte sich bald schon durch Mut und Tapferkeit auszeichnen. Er nahm an den Revolutionskriegen teil und wurde auch sehr schnell befördert.
Lanabère wurde schon früh zum Parteigänger Napoleons und dieser holte ihn anlässlich des Russlandfeldzugs in seinen Stab. Auf diesem Feldzug führte Lanabère die Jeune Garde der Garde impériale und wurde am 7. September 1812 in der Schlacht bei Borodino tödlich verwundet. Er starb neun Tage später im Lazarett von Moschaisk an den Folgen seiner Verletzungen.

## Ehrungen
- 10. September 1808 Chevalier del’Émpire
- 4. Juni 1801 Baron de l’Émpire
- Commandeur der Ehrenlegion
- Sein Name findet sich am östlichen Pfeiler (19. Spalte) des Triumphbogens am Place Charles-de-Gaulle (Paris).